# سلوکوس هفتم
سلوکوس هفتم فیلومتور پادشاه سلوکی بود. لقب او به زبان یونانی معنای مادردوست می‌دهد.
این پادشاه به درستی شناخته شده نیست و از روی سکه‌های او مادرش کلئوپاترا سلنه که شاهدختی بطلمیوسی بود، می‌نماید که سلوکوس هفتم فرزند این زن از آنتیوخوس دهم بوده است و همچنین برادر پادشاه پس از خود آنتیوخوس سیزدهم. پادشاهی او میان سال‌های ۸۳-۶۹ (پیش از میلاد) همزمان با گشایش سوریه به دست تیگران یکم شاه ارمنستان بوده است. در این زمان تنها چند شهر به پادشاهی سلوکی وفادار مانده بودند.
او با برنیس چهارم شاهدخت بطلمیوسی پیمان زناشویی بست، ولی گفته می‌شود که نوعروس تاب بی‌ادبی داماد را نیاورده و او را کشته است. به او در تاریخ لقب کوبوساکتس که در یونانی به معنای  بوی حاصل از برش ماهی تون است را نیز داده‌اند.